# Víctor Pérez Zabala
Víctor Alfonso Pérez Zabala (San Antonio, Venezuela, 14 de febrero de 1990) es un futbolista venezolano. Juega de Mediocampista y su actual equipo es el Puntarenas FC de la Primera División de Costa Rica.

## Selección nacional
Victor Pérez Ha sido internacional con la Selección de fútbol de Venezuela en categoría Sub-20, aunque ya ha ido concentrado con la selección absoluta. También Participó en la Copa Mundial de Fútbol Sub-20 de 2009 disputada en Egipto.
Su debut con la Selección Nacional de Venezuela lo hizo en un partido amistoso ante Honduras el 21 de abril de 2010 bajo el mando César Alejandro Farías, en ese partido participó durante 18 minutos tras ingresar de variante por Edder Farías. El juego lo ganó Venezuela 0 a 1 con un solitario gol de Francisco Flores Sequera en el estadio Olímpico Metropolitano de San Pedro Sula.
- Datos: Q2843116